# Nezakontjennyj uzjin
Nezakontjennyj uzjin (lettiska: Nepabeigtās vakariņas) är en lettisk/sovjetisk polisfilm från 1979 om Martin Beck,  regisserad av Jānis Streičs, baserad på romanen Polis, polis, potatismos! (1970) av Sjöwall Wahlöö. Filmens namn betyder på svenska Den oavslutade middagen.